# Бондаренко, Иван Максимович
Иван Максимович Бондаренко (1918—1997) — майор Советской Армии, участник советско-финской и Великой Отечественной войн, Герой Советского Союза (1945).

## Биография
Иван Бондаренко родился 30 марта 1918 года в селе Новая Прага (ныне — посёлок в Александрийском районе Кировоградской области Украины) в крестьянской семье. Получил неполное среднее образование, работал бухгалтером в райсобесе. В 1938 году был призван на службу в Рабоче-крестьянскую Красную Армию. Принимал участие в советско-финской войне. В 1941 году Бондаренко окончил Рязанское военное пехотное училище. С того же года — на фронтах Великой Отечественной войны. В 1943 году он окончил курсы «Выстрел». К июню 1944 года капитан Иван Бондаренко командовал батальоном 459-го стрелкового полка 42-й стрелковой дивизии 49-й армии 2-го Белорусского фронта. Отличился во время освобождения Могилёвской области Белорусской ССР.
26 июня 1944 года батальон Бондаренко переправился через Днепр в северу от Могилёва и захватил плацдарм на его западном берегу, что способствовало успешной переправе через рек всего полка. 28 июня батальон перерезал шоссе Могилёв-Минск и захватил большое количество вражеских автомашин с военными грузами.
Указом Президиума Верховного Совета СССР от 24 марта 1945 года капитан Иван Бондаренко был удостоен высокого звания Героя Советского Союза с вручением ордена Ленина и медали «Золотая Звезда».
В 1945 году вступил в ВКП(б). В 1946 году в звании майора был уволен в запас. Проживал в Днепропетровске, работал в областном управлении гострудсберкасс. Дальнейшая судьба не установлена.
Был также награждён орденом Красного Знамени, двумя орденами Отечественной войны 1-й степени, а также рядом медалей.